# Invasiv havemyre
Invasiv havemyre (Lasius neglectus) er en lille, invasiv myre, der endnu ikke er observeret i Danmark, men findes lige syd for grænsen i Rostock, Tyskland. Den blev først beskrevet i 1990 i Budapest, hvor den også er invasiv. Den bliver også nogle gange kaldt Budapestmyre af den grund. Det vides ikke med sikkerhed hvor den stammer fra, men den menes at komme fra Lilleasien. Det er en indslæbt art, der breder sig gennem flytninger af jord med dronninger samt ved "knopskydning" af kolonien, hvor dronninger vandrer afsted sammen med nogle arbejdere og starter et nyt bo ved siden af det gamle. Der kan være mange hundrede dronninger i et bo og flere bo kan danne en superkoloni, som kan være flere hundrede kvadratmeter i udstrækning. Den fandtes tidligere kun i en række byer i Europa og Asien, hvor den har etableret sig, men er nu ved at brede sig voldsomt i det urbane miljø. L. neglectus har ikke parringsflugt, og kan derfor kun sprede sig langsomt i naturen med mindre den spredes af mennesker. 

## Udseende
Myren ligner den sorte havemyre, men er lidt mindre; 2,5 – 3,5 mm og brun (arbejdere 2,5-3,5 mm, dronninger 6 mm og hanner 2,5-3,5 mm). Den invasive havemyre er meget svær at artsbestemme, og der er kun få eksperter, som med sikkerhed kan bestemme den. For at være sikker på, at det er invasiv havemyre, skal boet graves op og flere dronninger skal findes i samme bo.

## Den sociale struktur
Opbygning af kolonien er markant forskellig fra den almindelige sorte havemyre (Lasius niger). I den invasive havemyres kolonier findes der et meget højt antal dronninger pr. koloni (polygyni) og der er ingen veldefinerede grænser mellem forskellige bo. Myrerne er ikke revirhævdende, og blander sig mellem hinanden. Resultatet er en enorm skare af arbejdermyrer der fuldstændig invaderer området omkring kolonien, som kan vokse sig mange hundrede meter stor. Da arten blev opdaget i Budapest, levede den i to kilometer lange kolonier med familier bestående af millioner af myrer og kliker af dronninger. Når den invaderer huse, har den en forkærlighed for elektriske installationer, hvilket skaber risiko for kortslutninger og brand.

## Fødegrundlag
Den lever hovedsageligt af bladlusenes sukkerholdige afføring, honningdug, og passer og plejer lusene hele deres liv. De lever derudover af små leddyr og madrester fra mennesker.

## Udbredelse
Invasiv havemyre er konstateret mange steder i Europa siden 1990 blandt andet i Frankrig, Polen, Tyskland, Belgien, Holland og England. I Danmark er den aldrig påvist (pr. 2015). Den invasive havemyre vil muligvis fortrænge alle danske myrer fra de lokaliteter hvor den invaderer, selv de større myrer. Den vil også forstyrre de andre dyr som lever i deres område fordi de er så mange.

## Bekæmpelse
Den bekæmpes som andre myrer og hvepse nemmest ved at skrabe boet væk fra jordoverfladen og umiddelbart derefter drysse myregift som pulver ned i hullet. Derved får arbejdermyrerne pulveret på sig og de, der ikke dør med det samme, slæber det med ind til larverne som derved dør. Hvis boet ikke dør i løbet af få døgn, gentages behandlingen til det er væk. Det er ikke nemt, for der er myriader af forbundne gange under jorden, og da der er flere dronninger, skal der en hel del til at få has på dem.